# Teucholabis subargentea
Teucholabis subargentea är en tvåvingeart som beskrevs av Alexander 1948. Teucholabis subargentea ingår i släktet Teucholabis och familjen småharkrankar. Inga underarter finns listade i Catalogue of Life.